# 4-Stunden-Rennen von Barcelona 2024

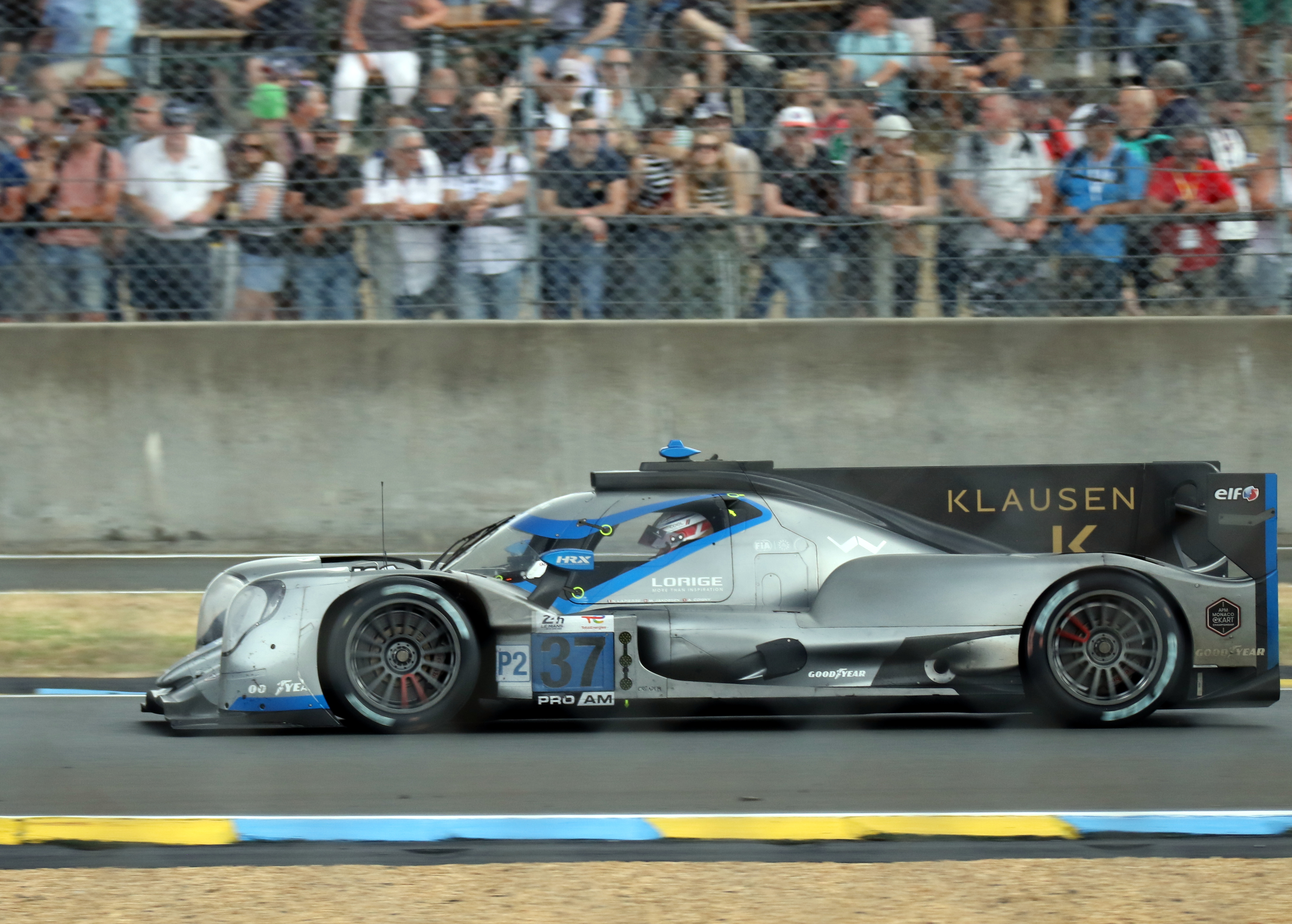
Der siegreichen Cool-Racing-Oreca 07, hier beim 24-Stunden-Rennen von Le Mans 2023

Das 4-Stunden-Rennen von Barcelona 2024, auch 4 Hours of Barcelona 2024, fand am 14. April auf dem Circuit de Barcelona-Catalunya statt und war der erste Wertungslauf der European Le Mans Series dieses Jahres.

## Das Rennen
Das erste Rennen der European Le Mans Series 2024 endete mit dem Gesamtsieg von Lorenzo Fluxá, Malthe Jakobsen und Ritomo Miyata im Oreca 07 von Cool Racing. Die LMP2 Pro/Am-Klasse gewannen François Perrodo, Matthieu Vaxivière und Alessio Rovera auf einem weiteren Oreca 07. Die LMP3-Klasse endete mit dem Erfolg von Julien Gerbi, Bernardo Pinheiro und Gillian Henrion im Ligier JS P320. Die GT3-Klasse gewannen Johnny Laursen, Conrad Laursen und Nicklas Nielsen im Ferrari 296 LMGT3.

## Ergebnisse

### Schlussklassement
| 1           | LMP2        | 37 | Cool Racing               | Lorenzo Fluxá Malthe Jakobsen Ritomo Miyata             | Oreca 07                       | 139 |
| 2           | LMP2        | 25 | Algarve Pro Racing        | Matthias Kaiser Olli Caldwell Alex Lynn                 | Oreca 07                       | 139 |
| 3           | LMP2        | 22 | United Autosports         | Filip Ugran Marino Satō Ben Hanley                      | Oreca 07                       | 139 |
| 4           | LMP2        | 28 | IDEC Sport                | Paul Lafargue Reshad de Gerus Job van Uitert            | Oreca 07                       | 139 |
| 5           | LMP2        | 65 | Panis Racing              | Manuel Maldonado Charles Milesi Arthur Leclerc          | Oreca 07                       | 139 |
| 6           | LMP2 Pro/Am | 83 | AF Corse                  | François Perrodo Matthieu Vaxivière Alessio Rovera      | Oreca 07                       | 138 |
| 7           | LMP2 Pro/Am | 29 | Richard Mille by TDS      | Rodrigo Sales Mathias Beche Grégoire Saucy              | Oreca 07                       | 138 |
| 8           | LMP2        | 43 | Inter Europol Competition | Sebastián Álvarez Vladislav Lomko Tom Dillmann          | Oreca 07                       | 138 |
| 9           | LMP2        | 14 | AO by TF Sport            | Jonny Edgar Louis Delétraz Robert Kubica                | Oreca 07                       | 138 |
| 10          | LMP2        | 34 | Inter Europol Competition | Oliver Gray Clément Novalak Luca Ghiotto                | Oreca 07                       | 138 |
| 11          | LMP2        | 23 | United Autosports         | Bijoy Garg Fabio Scherer Paul di Resta                  | Oreca 07                       | 138 |
| 12          | LMP2 Pro/Am | 24 | Nielsen Racing            | John Falb Colin Noble Albert Costa                      | Oreca 07                       | 137 |
| 13          | LMP2        | 10 | Vector Sport              | Ryan Cullen Stéphane Richelmi Felipe Drugovich          | Oreca 07                       | 137 |
| 14          | LMP2 Pro/Am | 20 | Algarve Pro Racing        | Kriton Lentoudis Richard Bradley Alex Quinn             | Oreca 07                       | 137 |
| 15          | LMP2 Pro/Am | 77 | Proton Competition        | Giorgio Roda Bent Viscaal René Binder                   | Oreca 07                       | 137 |
| 16          | LMP2        | 30 | Duqueine Team             | Niels Koolen Jean-Baptiste Simmenauer James Allen       | Oreca 07                       | 136 |
| 17          | LMP2 Pro/Am | 3  | DKR Engineering           | Andres Latorre Canon Cem Bölükbaşı Laurents Hörr        | Oreca 07                       | 136 |
| 18          | LMP2        | 47 | Cool Racing               | Alex García Paul-Loup Chatin Frederik Vesti             | Oreca 07                       | 136 |
| 19          | LMP2        | 27 | Nielsen Racing            | David Heinemeier Hansson Nico Pino Will Stevens         | Oreca 07                       | 131 |
| 20          | LMP3        | 8  | Team Virage               | Julien Gerbi Bernardo Pinheiro Gillian Henrion          | Ligier JS P320                 | 131 |
| 21          | LMP3        | 17 | COOL Racing               | Miguel Cristóvão Cédric Oltramare Manuel Espírito Santo | Ligier JS P320                 | 131 |
| 22          | LMP3        | 11 | EuroInternational         | Matthew Richard Bell Adam Ali                           | Ligier JS P320                 | 130 |
| 23          | LMP3        | 15 | RLR M Sport               | Michael Jensen Nick Adcock Gaël Julien                  | Ligier JS P320                 | 130 |
| 24          | LMP3        | 4  | DKR Engineering           | Alexander Mattschull Belén García Wyatt Brichacek       | Duqueine M30 - D08             | 130 |
| 25          | LMP3        | 88 | Inter Europol Competition | Alexander Bukhantsov Kai Askey Pedro Perino             | Ligier JS P320                 | 129 |
| 26          | LMP3        | 31 | Racing Spirit of Léman    | Jacques Wolff Jean-Ludovic Foubert Antoine Doquin       | Ligier JS P320                 | 129 |
| 27          | LMP3        | 12 | WTM by Rinaldi Racing     | Torsten Kratz Leonard Weiss Óscar Tunjo                 | Duqueine M30 - D08             | 127 |
| 28          | LMGT3       | 50 | Formula Racing            | Johnny Laursen Conrad Laursen Nicklas Nielsen           | Ferrari 296 LMGT3              | 127 |
| 29          | LMGT3       | 86 | GR Racing                 | Mike Wainwright Riccardo Pera Davide Rigon              | Ferrari 296 LMGT3              | 127 |
| 30          | LMGT3       | 63 | Iron Lynx                 | Hiroshi Hamaguchi Axcil Jefferies Andrea Caldarelli     | Lamborghini Huracan LMGT3 Evo2 | 127 |
| 31          | LMGT3       | 60 | Proton Competition        | Claudio Schiavoni Matteo Cressoni Julien Andlauer       | Porsche 911 GT3 R LMGT3        | 127 |
| 32          | LMGT3       | 55 | Spirit of Race            | Duncan Cameron David Perel Matt Griffin                 | Ferrari 296 LMGT3              | 127 |
| 33          | LMGT3       | 59 | Racing Spirit of Léman    | Derek DeBoer Casper Stevenson Valentin Hasse-Clot       | Aston Martin Vantage AMR LMGT3 | 126 |
| 34          | LMGT3       | 97 | Grid Motorsport by TF     | Martin Berry Lorcan Hanafin Jonny Adam                  | Aston Martin Vantage AMR LMGT3 | 126 |
| 35          | LMGT3       | 51 | AF Corse                  | Charles-Henri Samani Emmanuel Collard Ulysse de Pauw    | Ferrari 296 LMGT3              | 126 |
| 36          | LMGT3       | 57 | Kessel Racing             | Takeshi Kimura Esteban Masson Daniel Serra              | Ferrari 296 LMGT3              | 126 |
| 37          | LMP3        | 35 | Ultimate                  | Alexandre Yvon Jean-Baptiste Lahaye Matthieu Lahaye     | Ligier JS P320                 | 123 |
| 38          | LMP2 Pro/Am | 21 | United Autosports         | Daniel Schneider Andrew Meyrick Oliver Jarvis           | Oreca 07                       | 121 |
| Ausgefallen |             |    |                           |                                                         |                                |     |
| 39          | LMP2 Pro/Am | 19 | Team Virage               | Anthony Wells Matthew Bell Nelson Piquet Junior         | Oreca 07                       | 128 |
| 40          | LMP2        | 9  | Proton Competition        | Jonas Ried Macéo Capietto Matteo Cairoli                | Oreca 07                       | 121 |
| 41          | LMGT3       | 85 | Iron Dames                | Sarah Bovy Rahel Frey Michelle Gatting                  | Porsche 911 GT3 R LMGT3        | 103 |
| 42          | LMGT3       | 66 | JMW Motorsport            | John Hartshorne Ben Tuck Phil Keen                      | Ferrari 296 LMGT3              | 83  |
| 43          | LMP3        | 5  | RLR M Sport               | James Dayson Daniel Ali Bailey Voisin                   | Ligier JS P320                 | 6   |

### Nur in der Meldeliste
Zu diesem Rennen sind keine weiteren Meldungen bekannt.

### Klassensieger
| Klasse      | Fahrer           | Fahrer             | Fahrer          | Fahrzeug          | Platzierung im Gesamtklassement |
| ----------- | ---------------- | ------------------ | --------------- | ----------------- | ------------------------------- |
| LMP2        | Lorenzo Fluxá    | Malthe Jakobsen    | Ritomo Miyata   | Oreca 07          | Gesamtsieg                      |
| LMP2 Pro/Am | François Perrodo | Matthieu Vaxivière | Alessio Rovera  | Oreca 07          | Rang 6                          |
| LMP3        | Julien Gerbi     | Bernardo Pinheiro  | Gillian Henrion | Ligier JS P320    | Rang 20                         |
| LMGT3       | Johnny Laursen   | Conrad Laursen     | Nicklas Nielsen | Ferrari 296 LMGT3 | Rang 28                         |

### Renndaten
- Gemeldet: 43
- Gestartet: 43
- Gewertet: 38
- Rennklassen: 4
- Zuschauer: unbekannt
- Wetter am Renntag: warm und trocken
- Streckenlänge: 4,657 km
- Fahrzeit des Siegerteams: 4:01:06.862 Stunden
- Gesamtrunden des Siegerteams: 139
- Gesamtdistanz des Siegerteams: 647,323 km
- Siegerschnitt: 184,500 km/h
- Pole Position: Ben Hanley – Oreca 07 (#22) – 1:28,071 = 190,400 km/h
- Schnellste Rennrunde: Filip Ugran – Oreca 07 (#22) – 1:30,589 = 185,100 km/h
- Rennserie: 1. Lauf zur European Le Mans Series 2024